# Liste der Monuments historiques in Cachan
Die Liste der Monuments historiques in Cachan führt die Monuments historiques in der französischen Stadt Cachan auf.

## Liste der Bauwerke
| Bezeichnung             | Beschreibung | Standort                                      | Kennzeichnung | Schutzstatus   | Datum     | Bild           |
| ----------------------- | ------------ | --------------------------------------------- | ------------- | -------------- | --------- | -------------- |
| Aquädukt                |              | (Lage)                                        | PA00079853    | Classé         | 1862      | weitere Bilder |
| Aquädukt                |              | (Lage)                                        | PA00079845    | Inscrit Classé | 1988 1991 | weitere Bilder |
| Aquädukt: regard Nr. 10 |              | Rue des Saussaies Avenue Léon-Blum (Lage)     | PA00079854    | Inscrit        | 1988      | weitere Bilder |
| Aquädukt: regard Nr. 11 |              | Rue de la Pléiade Sentier des Garennes (Lage) | PA00079854    | Inscrit        | 1988      | weitere Bilder |
| Aquädukt: regard Nr. 12 |              | Rue du Coteau, Impasse des Garennes (Lage)    | PA00079854    | Inscrit        | 1988      |                |
| Fief des Arcs           |              | Rue Besson (Lage)                             | PA00079856    | Classé         | 1875      |                |
| Hospiz Raspail          |              | 1, rue Galliéni (Lage)                        | PA00079855    | Inscrit        | 1933      |                |
| Hôtel de Ville          |              | 8, rue Camille-Desmoulins (Lage)              | PA94000015    | Inscrit        | 2002      | weitere Bilder |
| Maison Eyrolles         |              | 28, avenue du Président-Wilson (Lage)         | PA94000004    | Inscrit        | 1997      | weitere Bilder |

## Liste der Objekte
- Monuments historiques (Objekte) in Cachan in der Base Palissy des französischen Kultusministeriums